# Hemipogon peruvianus
Hemipogon peruvianus är en oleanderväxtart som beskrevs av Fourn.. Hemipogon peruvianus ingår i släktet Hemipogon och familjen oleanderväxter. Inga underarter finns listade i Catalogue of Life.